# Miss Intercontinental
Miss Intercontinental é um concurso de beleza feminino realizado anualmente desde 1971, atualmente comandado pela empresa Miss Intercontinental Organization, liderada pelo advogado Manoj Chatlani, com sede administrativa no Cidade do Panamá, Panamá.  Anualmente mais de sessenta candidatas entre 18 e 27 anos disputam o título cujo lema é reunir as mais belas de todos os continentes. A atual detentora da coroa é a húngara Fanni Mikó eleita no Egito em 20 de dezembro de 2019.
O primeiro concurso de que se tem registro na história da competição ocorreu em 1971 em Aruba, sob o nome de "Miss Teenage Peace International", permanecendo assim até o ano de 1973. Em 1974 o certame recebeu o nome de "Miss Teenage Intercontinental" e foi realizado até 1978. Entre 1979 e 1981, a disputa ganhou o título de "Miss Teen Intercontinental". A mudança definitiva só veio em 1982, quando recebeu pela primeira vez o nome "Miss Intercontinental". Entre 1971 e 1983, o concurso foi idealizado e produzido por Rene Lacle. Entre 1986 a 1991 por organizadores nigerianos e entre 1992 a 2015 pela World Beauty Association.

## Vencedoras

### Miss Teenage Peace International
| Ano  | Edição | País           | Vencedora          |
| 1971 | 1ª     | Peru           | Magnolia Martínez  |
| 1972 | 2ª     | Brasil         | Jane Macambira     |
| 1973 | 3ª     | Estados Unidos | Barbara Jean Sergi |

### Miss Teenage Intercontinental
| Ano  | Edição | País       | Vencedora                |
| 1974 | 4ª     | Venezuela  | Maria Emilia de los Ríos |
| 1975 | 5ª     | Irã        | Shohreh Nikpour          |
| 1976 | 6ª     | Nicarágua  | Ivannia Navarro          |
| 1977 | 7ª     | Inglaterra | Elizabeth Ann Jones      |
| 1978 | 8ª     | Índia      | Elizabeth Anita Reddi    |

### Miss Teen Intercontinental
| Ano  | Edição | País           | Vencedora            |
| 1979 | 9ª     | Estados Unidos | Mary Ann Shaughnessy |
| 1980 | 10ª    | Argentina      | Elizabeth Gasiewicz  |
| 1981 | 11ª    | Brasil         | Cristiane Passos     |

### Miss Intercontinental
| Ano  | Edição                            | País                              | Vencedora                         |
| 1982 | 12ª                               | Estados Unidos                    | Jodee Dominici                    |
| 1983 | 13ª                               | Países Baixos                     | Brigitte Bergman                  |
| 1984 | Concurso descontinuado neste ano. | Concurso descontinuado neste ano. | Concurso descontinuado neste ano. |
| 1985 | 14ª                               | República Dominicana              | Sumaya Heinsen                    |
| 1986 | 15ª                               | Porto Rico                        | Elizabeth Latalladi               |
| 1987 | 16ª                               | Peru                              | Patrizia Kuypers                  |
| 1988 | 17ª                               | Curaçao                           | Joan Maynard                      |
| 1989 | 18ª                               | Nigéria                           | Bianca Onoh                       |
| 1990 | 19ª                               | Jamaica                           | Sandra Foster                     |
| 1991 | 20ª                               | Russia                            | Elena Ivanova                     |
| 1992 | 21ª                               | Alemanha                          | Susanne Petry                     |
| 1993 | 22ª                               | Alemanha                          | Verona Feldbüsch                  |
| 1994 | 23ª                               | Estados Unidos                    | Kimberly Anne Byers               |
| 1995 | 24ª                               | Ilhas Virgens Americanas          | Melissa Cortez                    |
| 1996 | 25ª                               | Taiti                             | Timeri Baudry                     |
| 1997 | 26ª                               | Índia                             | Lara Dutta                        |
| 1998 | 27ª                               | Brasil                            | Janaína Borba                     |
| 1999 | 28ª                               | Turquia                           | Mine Erbaykent                    |
| 2000 | 29ª                               | Alemanha                          | Sabrina Schepmann                 |
| 2001 | 30ª                               | Venezuela                         | Ligia Petit                       |
| 2002 | 31ª                               | Curaçao                           | Rychacviana Coffie                |
| 2003 | 32ª                               | Líbano                            | Dominique Hourani                 |
| 2004 | 33ª                               | Colômbia                          | Catalina Valencia                 |
| 2005 | 34ª                               | Venezuela                         | Emmarys Pinto                     |
| 2006 | 35ª                               | Eslováquia                        | Katarína Manová                   |
| 2007 | 36ª                               | Líbano                            | Nancy Afiouni                     |
| 2008 | 37ª                               | Colômbia                          | Cristina Camargo                  |
| 2009 | 38ª                               | Venezuela                         | Hannelys Quintero                 |
| 2010 | 39ª                               | Porto Rico                        | Maydelise Columna                 |
| 2011 | 40ª                               | Estados Unidos                    | Jessica Hartman                   |
| 2012 | 41ª                               | Venezuela                         | Daniela Chalbaud                  |
| 2013 | 42ª                               | Rússia                            | Yekaterina Plekhova               |
| 2014 | 43ª                               | Tailândia                         | Patraporn Wang                    |
| 2015 | 44ª                               | Rússia                            | Valentina Rasulova                |
| 2016 | 45ª                               | Porto Rico                        | Heilymar Rosario                  |
| 2017 | 46ª                               | México                            | Verónica Vallejo                  |
| 2018 | 47ª                               | Filipinas                         | Karen Gallman                     |
| 2019 | 48ª                               | Hungria                           | Fanni Mikó                        |
| 2020 | O concurso não ocorreu este ano.  | O concurso não ocorreu este ano.  | O concurso não ocorreu este ano.  |
| 2021 | 49ª                               | Filipinas                         | Cinderella Faye Obeñita           |
| 2022 | 50ª                               | Vietnã                            | Lê Nguyễn Bảo Ngọc                |

## Conquistas

### Por País
| País                     | Títulos | Vitórias                     |
| Venezuela                | 5       | 1974, 2001, 2005, 2009, 2012 |
| Estados Unidos           | 5       | 1973, 1979, 1982, 1994, 2011 |
| Porto Rico               | 3       | 1986, 2010, 2016             |
| Rússia                   | 3       | 1991, 2013, 2015             |
| Alemanha                 | 3       | 1992, 1993, 2000             |
| Brasil                   | 3       | 1972, 1981, 1998             |
| Filipinas                | 2       | 2018, 2021                   |
| Colômbia                 | 2       | 2004, 2008                   |
| Líbano                   | 2       | 2003, 2007                   |
| Curaçao                  | 2       | 1988, 2002                   |
| Índia                    | 2       | 1978, 1997                   |
| Peru                     | 2       | 1971, 1987                   |
| Vietnã                   | 1       | 2022                         |
| Hungria                  | 1       | 2019                         |
| México                   | 1       | 2017                         |
| Tailândia                | 1       | 2014                         |
| Eslováquia               | 1       | 2006                         |
| Turquia                  | 1       | 1999                         |
| Taiti                    | 1       | 1996                         |
| Ilhas Virgens Americanas | 1       | 1995                         |
| Jamaica                  | 1       | 1990                         |
| Nigéria                  | 1       | 1989                         |
| República Dominicana     | 1       | 1985                         |
| Países Baixos            | 1       | 1983                         |
| Argentina                | 1       | 1980                         |
| Inglaterra               | 1       | 1977                         |
| Nicarágua                | 1       | 1976                         |
| Irã                      | 1       | 1975                         |